# Veszelovszki Janka
Veszelovszki Janka (Csabdi, 1997. január 5. –) magyar színésznő. 

## Életpályája
9 testvére van, ebből 5 édestestvér. Édesapja, Veszelovszki Zsolt, villamosmérnök, üzletember, a PORT.hu alapítója. Egyszer volt házas. 2021-ben diplomázott a Színház- és Filmművészeti Egyetemen, Pelsőczy Réka - Rába Roland színművész (prózai színész szakirány) osztályában.

## Színházi szerepei
- Joe Masteroff - John Kander - Fred Ebb: Cabaret (Ódry Színpad) - Bemutató: 2020.03.28.
- Tony Kushner: Angyalok Amerikában [3] (Ódry Színpad) - Bemutató: 2019.11.08.
- Színészbeszéd [4] [5] Bemutató: 2019.04.27.
- Tar Sándor regényét színpadra alkalmazta: Németh Gábor és Gothár Péter: Szürke galamb [6] [7] (Budapesti Katona József Színház - Kamra) - Bemutató: 2019.05.17.
- Anton Pavlovics Csehov: Sirály (Ódry Színpad) - Bemutató: 2019.02.08.
- Michael Haneke: Fehér szalag [8] (Budapesti Katona József Színház)- Bemutató: 2019.10.12.
- Fejes Endre-Tasnádi István: Rozsdatemető 2.0 [9] (Budapesti Katona József Színház) - Bemutató: 2019.03.09.
- Arthur Golden Egy gésa emlékiratai c. regénye alapján: Az én szobám [10][11] (Ódry Színpad) - Bemutató: 2018.12.16.
- Lakásavató (Ódry Színpad) - Bemutató: 2018.10.12.

## Filmográfia

### Filmszerepei
- Oltári történetek - Fényes Karina - 2022
- Bátrak földje - Vető Mariska, fiatalon - 2020

### Szinkronszínészként
- Diána és Vilma
- Godzilla II. - A szörnyek királya
- Halálos iramban: Hobbs és Shaw
- A pók feje-2022

## Interjúk
- Spilák Klára: "Van egy végtelen bizalom egymás iránt” – Interjú Veszelovszki Janka és Kenéz Ágoston színészhallgatókkal Archiválva 2020. március 1-i dátummal a Wayback Machine-ben